# Chiesa di San Sisto (Viterbo)
La chiesa di San Sisto, detta di Porta Romana per la sua collocazione a fianco di Porta Romana, è una chiesa di Viterbo.

## Storia
È una delle più antiche chiese di Viterbo, sorta sul luogo ove è attestata una chiesa già nel IX secolo. La nostra chiesa è menzionata per la prima volta nel 1068, come filiale della diocesi di Tuscania, da cui dipendeva, non esistendo ancora la diocesi di Viterbo. Nel corso dei secoli successivi essa riceve diversi privilegi e benefici, tanto da diventare la più importante e la più ricca della città, in particolare con la sua erezione prima a parrocchia e poi a collegiata (ossia sede di un collegio di presbiteri), e per la presenza dello ius fontis baptismalis, ossia il diritto di amministrare il sacramento del battesimo, diritto concesso a poche chiese viterbesi.
Ricostruita e rimaneggiata diverse volte nel corso dei secoli, in particolare tra il XII ed il XIII secolo, subì un ulteriore e definitivo restauro dopo i bombardamenti alleati sulla città del 1944, restauri che portarono alla cancellazione di ogni traccia architettonica successiva al XIV secolo e al ripristino delle primitive strutture.
È in questa chiesa che i facchini di santa Rosa la sera del 3 settembre ricevono la benedizione in articulo mortis, prima di iniziare la processione con la macchina di Santa Rosa.

## Descrizione

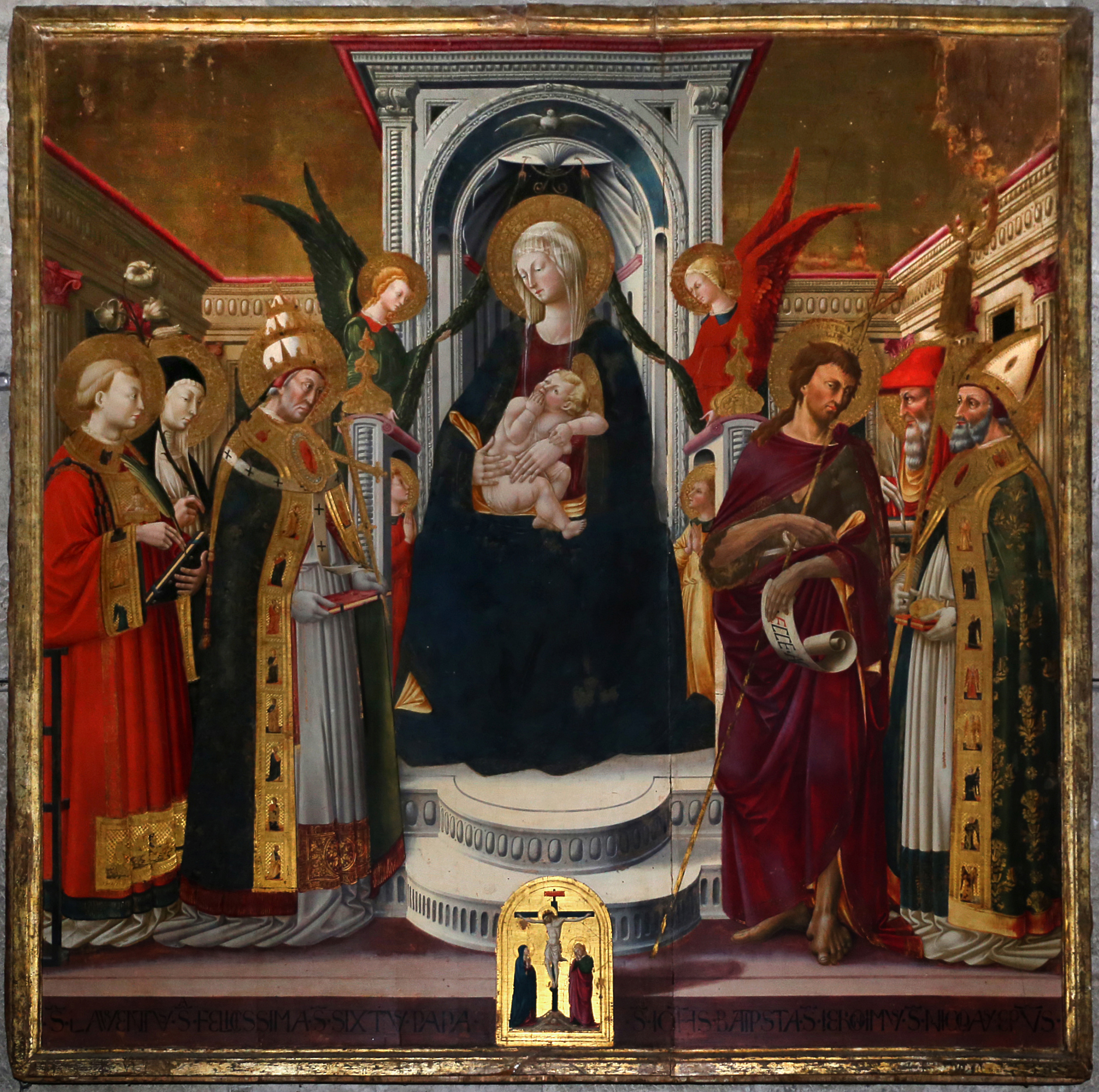
Neri di Bicci, Madonna con Bambino e Santi

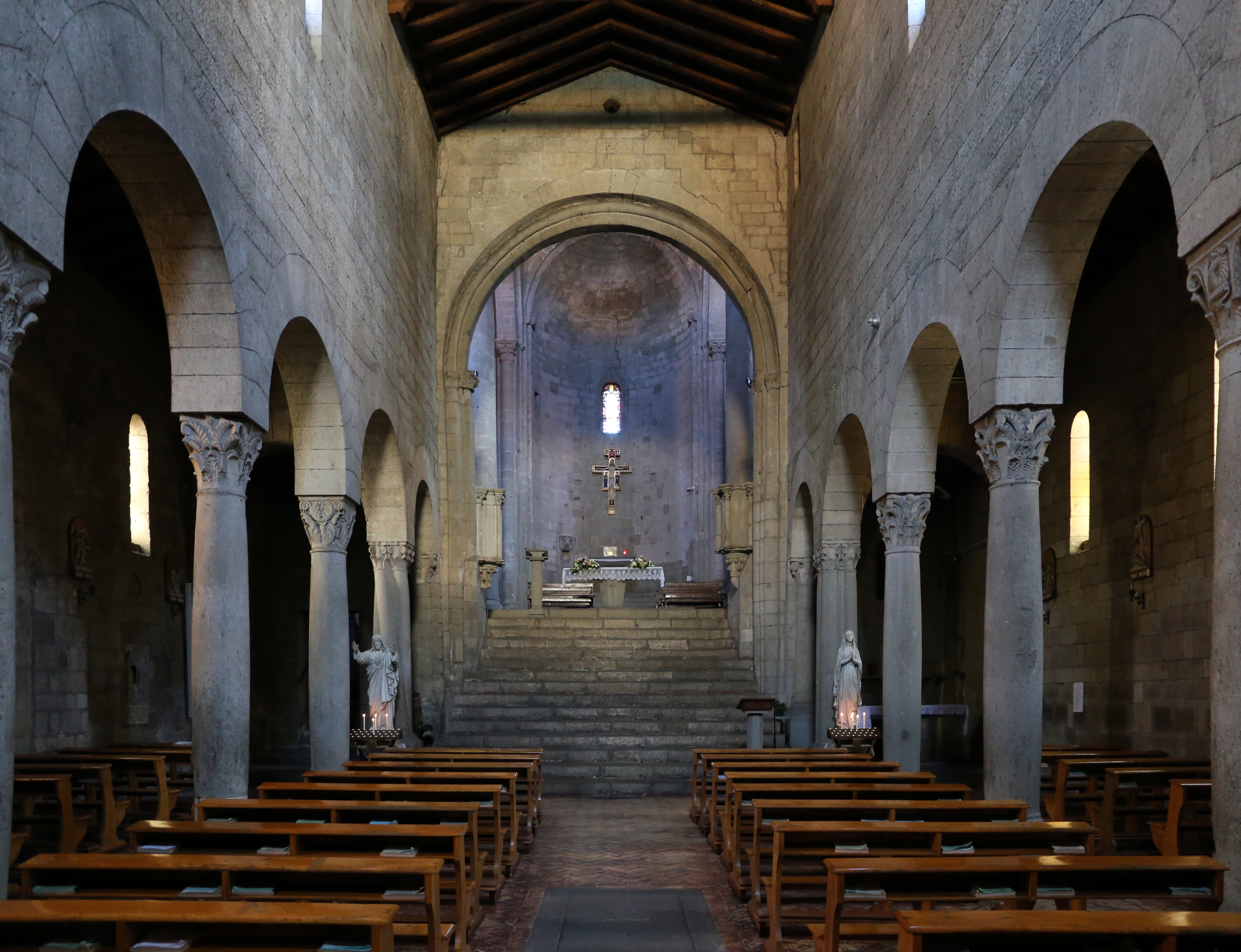
L'interno della chiesa

L'attuale facciata risale ai rifacimenti post-bellici, mentre il campanile romanico è ciò che resta esternamente della primitiva costruzione. Un altro campanile a ridosso delle mura è frutto dei rifacimenti del XII-XIII secolo, che trasformarono una torre della cinta muraria in campanile.
L'abside della chiesa è parte integrante delle mura cittadine. Sul fianco destro dell'edificio esisteva, fino all'ultima guerra, una "quarta navata" (risalente al XIII secolo), che in tempi recenti era però utilizzata come magazzino.
All'interno la chiesa si presenta a tre navate, suddivise da colonne, con presbiterio molto rialzato per la presenza di una sottostante cripta, e coperture a vela. A causa dei danni provocati dai bombardamenti del 1944, essa conserva poche opere d'arte. Sono da ricordare:
- un'ara di epoca romana, utilizzata in passato come fonte battesimale;
- l'altare maggiore composto da frammenti di sculture del tardo impero romano;
- la sola pala esistente in chiesa, opera del pittore fiorentino Neri di Bicci e raffigurante una Madonna con Bambino e Santi (1457); dello stesso pittore esisteva in chiesa una Crocifissione del 1459 andata perduta;
- un tabernacolo per la conservazione dell'olio consacrato, risalente al XV secolo;
- nella cripta vi sono resti di affreschi di epoche diverse.